# Хутір-Михайлівський (пункт контролю)
52°2′55″ пн. ш. 33°56′35″ сх. д. / 52.04861° пн. ш. 33.94306° сх. д.
Ху́тір-Миха́йлівський — пункт контролю через державний кордон України на кордоні з Росією.
Розташований у Сумській області, Ямпільський район, у місті Дружба на станції Хутір-Михайлівський. Через місто проходить автошлях Т 1915. З російського боку розташований Суземський район Курської області, у напрямку Брянська.
Вид пункту контролю — залізничний. Статус пункту контролю — міжнародний.
Характер перевезень — пасажирський, вантажний.
Окрім радіологічного, митного та прикордонного контролю, пункт контролю «Хутір-Михайлівський» може здійснювати санітарний, фітосанітарний, ветеринарний та екологічний контроль.
Пункт контролю «Хутір-Михайлівський» входить до складу митного посту «Хутір-Михайлівський» Сумської митниці. Код пункту пропуску — 80510 10 00 (12).